# Sparkasse Muldental
Die Sparkasse Muldental ist eine Sparkasse in Sachsen mit Sitz in Grimma. Sie ist eine Anstalt des öffentlichen Rechts.

## Geschäftsgebiet und Träger
Das Geschäftsgebiet der Sparkasse Muldental umfasst den östlichen Teil des Landkreises Leipzig, welcher auch Träger der Sparkasse ist. Es entspricht damit dem früheren Muldentalkreis.

## Geschäftszahlen
Die Sparkasse Muldental wies im Geschäftsjahr 2023 eine Bilanzsumme von 1,389 Mrd. Euro aus und verfügte über Kundeneinlagen von 1,181 Mrd. Euro. Gemäß der Sparkassenrangliste 2023 liegt sie nach Bilanzsumme auf Rang 292. Sie unterhält 15 Filialen/Selbstbedienungsstandorte und beschäftigt 175 Mitarbeiter.

## Sparkassen-Finanzgruppe
Die Sparkasse Muldental ist Teil der Sparkassen-Finanzgruppe und gehört damit auch ihrem Haftungsverbund an. Er sichert den Bestand der Institute und sorgt dafür, dass sie auch im Fall der Insolvenz einzelner Sparkassen alle Verbindlichkeiten erfüllen können. Die Sparkasse vermittelt Bausparverträge der regionalen Landesbausparkasse, offene Investmentfonds der Deka und Versicherungen der Sparkassen-Versicherung Sachsen. Im Bereich des Leasing arbeitet die Sparkasse Muldental mit der  Deutschen Leasing zusammen. Die Funktion der Sparkassenzentralbank nimmt die Landesbank Baden-Württemberg wahr.